# Як козаки куліш варили
«Як козаки́ кулі́ш вари́ли» (рос. Как казаки кулеш варили) — радянський анімаційний фільм 1967 року Творчого об'єднання художньої мультиплікації студії «Київнаукфільм», перший із серії режисера Володимира Дахна «Козаки». Ця серія відрізняється грубішим стилем зображення, ніж подальші.

## Сюжет
Серія починається з Грая, який розпалює вогонь для багаття. Тур спить. Коли вогнище горить, до двох героїв підходить, несучи казан Око. Грай наливає воду зі склянки, а Око влучними пострілами добуває птахів, від чого прокидається Тур.
Козаки вирішують закурити, але ні в кого не виявляється тютюну. Дивлячись на далечінь, Око бачить дим, і вважаючи, що це дим від люльки, вирушає через річку до цього місця, не захопивши зброї.
Кінь сповіщає Грая і Тура, що потрібно терміново вирушати на виручку Ока, що потрапив у біду. Виявляється, Ока захопили кримські татари. Орда спливає на кораблі, і два козака проникши, таємно добираються до земель Кримського ханства. Татари прибули на свою цитадель Кафу, двоє героїв вирішують, що пройти непоміченими, використати маскування рознощика риби, яким стає Тур, і великої риби, під яку заліз Грай.
До козаків підходить командир татарського війська, його солдати забирають різну їжу на ринку, зокрема велику рибу. Тур не віддає її, через це командир наказує атакувати. Тур вступає у битву з великим загоном, і користуючись моментом, один із охоронців командира забирає рибу з Граєм.
Вся їжа потрапляє до палацу. Там же один із воїнів повідомляє хану про українського козака. Хан розлючений і наказує відправити в бій вже значну частину війська, йдучи разом з нею. У той же час, Грай чує знайому пісню. Підходячи ближче, паралельно розправившись з охоронцем, він бачить тих, хто сидить за ґратами в ямі: Ока та інших козаків. Вилазячи один на одного, вони вибираються з ями.
Приховано пробираючись зовнішньою територією палацу, козаки знаходять пороховий склад. На цю територію ведуть скутого Тура, але Око влучними пострілами звільняє друга. Тур забігає на склад, де засіли всі козаки. Загони татар безуспішно намагаються проломити двері тараном, у момент удару козаки відчиняють двері, і солдати пролітають крізь стіну.
Далі козаки пускають підпалені бочки з порохом, які вибухають і розносять армійців. Третя бочка пробиває стіну, а в четвертій, найбільшій, сховалися козаки. Бочка прилітає просто на ворожий корабель. Козаки збиралися вже відпливати, але Око згадує про тютюн, який забирає в вежі господаря цитаделі, і козаки всі курять люльки, вирушивши додому на пагорб, де на них чекали коні.
Око підбирає свою зброю, а коли до неї підходять інші, виявляється, що куліш досі не готовий.

## Персонажі
- Грай
- Око
- Тур
- хан кримських татар
- командир кримських татар
- військо кримських татар
- жителі цитаделі; інші козаки.

## Над фільмом працювали
- Автори сценарію: В. Братенші, Володимир Дахно;
- Постановка: Володимир Дахно;
- Художник-постановник: А. Вадов;
- Композитор: Мирослав Скорик;
- Редактор: Тадеуш Павленко;
- Оператор: Анатолій Гаврилов;
- Звукооператор: Ігор Погон;
- Художники-мультиплікатори: Владлен Баєв, Володимир Дахно, Марк Драйцун, Адольф Педан, Євген Сивокінь, Анатолій Солін, Борис Храневич, Давид Черкаський;
- Асистенти: Тамара Швець, Едуард Кірич, Юна Срібницька, Генріх Уманський, Сергій Нікіфоров, О. Деряжна;
- Директор картини: А. Коваленко.

## Нагороди
- Перша премія зонального огляду, Єреван, 1968

|                    | Із козаками я не дуже довго мудрував. Взяв та й намалював трьох запорожців на кшталт трьох мушкетерів. Один вийшов опецькуватий, маленький, інший — худорлявий та довготелесий, третій — молодець, який пашів здоров'ям. Потім мені говорили, що дуже точно у цих персонажах я відтворив український характер. |
| — Володимир Дахно, | |

## Цікаві факти
- Це перша стрічка з мультфільмів про козаків.
- Серія відрізняється більш грубішою і кутастою анімацією ніж подальші.
- Першою назвою мультфільма мала стати «Три запорожці», пізніше її перейменували.
- Серія спричинила обурення посла Туреччини в Москві, бо ворожа країна, куди прибувають козаки, нагадує Туреччину.
- Сюжет серії схожий з оповіданням «За сестрою» письменника  Андрія Чайковського.